# APEC Việt Nam 2017
APEC Việt Nam 2017 là loạt hội nghị trong khuôn khổ Diễn đàn Hợp tác Kinh tế Châu Á - Thái Bình Dương (APEC) diễn ra từ đầu tháng 12 năm 2016 đến tháng 11 năm 2017 tại Đà Nẵng, Việt Nam và các thành phố lớn khác như Hà Nội, Nha Trang, Vinh, Ninh Bình, Hạ Long (Quảng Ninh), Huế, Cần Thơ, Thành phố Hồ Chí Minh, Hội An (Quảng Nam) với chủ đề: "Tạo động lực mới, cùng vun đắp tương lai chung".
Đỉnh điểm của sự kiện này là Hội nghị các nhà lãnh đạo kinh tế APEC (tiếng Anh: APEC Economic Leaders' Meeting) hay Hội nghị Cấp cao APEC, diễn ra trong hai ngày 10 và 11 tháng 11 ở Đà Nẵng. Đây là lần thứ hai Việt Nam là chủ nhà APEC và tổ chức Hội nghị này, lần đầu vào 2006 tại Hà Nội.

## Lịch hoạt động (chính thức)
| Năm      | Thời gian | Cuộc họp              | Địa điểm |
| -------- | --- | --------------------- | -------- |
| 2016     | |                       |          |
| 8–9/12   | Hội nghị không chính thức của các quan chức cao cấp (ISOM)                                                                          | Hà Nội                |          |
| 2017     | |                       |          |
| 18/2–3/3 | Hội nghị lần thứ nhất các quan chức cao cấp (SOM1) và các cuộc họp liên quan                                                        | Nha Trang             |          |
| 9–18/5   | Hội nghị lần thứ hai các quan chức cao cấp (SOM2) và các cuộc họp liên quan                                                         | Hà Nội                |          |
| 11–15/5  | Đối thoại chính sách cao cấp về đào tạo nguồn nhân lực trong kỷ nguyên số và các cuộc họp liên quan                                 | Hà Nội                |          |
| 18–19/5  | Hội nghị quan chức cao cấp tài chính (SFOM) và các cuộc họp liên quan                                                               | Ninh Bình             |          |
| 19–21/5  | Hội nghị các bộ trưởng phụ trách thương mại (MRT)                                                                                   | Hà Nội                |          |
| 18–19/6  | Đối thoại cao cấp về du lịch bền vững và các cuộc họp liên quan                                                                     | Hạ Long               |          |
| 18–30/8  | Hội nghị lần thứ ba các quan chức cao cấp (SOM3) và các cuộc họp liên quan                                                          | Thành phố Hồ Chí Minh |          |
| 21–25/8  | Đối thoại chính sách cao cấp về an ninh lương thực và nông nghiệp bền vững thích ứng với biến đổi khí hậu và các cuộc họp liên quan | Cần Thơ               |          |
| 10–15/9  | Hội nghị bộ trưởng doanh nghiệp nhỏ và vừa và các cuộc họp liên quan (SMEMM)                                                        | Thành phố Hồ Chí Minh |          |
| 21–22/9  | Diễn đàn các quan chức cao cấp về quản lý thiên tai                                                                                 | Vinh                  |          |
| 26–29/9  | Đối thoại chính sách cao cấp về phụ nữ và kinh tế và các cuộc họp liên quan                                                         | Huế                   |          |
| 19–21/10 | Hội nghị Bộ trưởng Tài chính và các cuộc họp liên quan (FMM)                                                                        | Hội An                |          |
| 6–11/11  | Tuần lễ cấp cao APEC 2017 (AELW) | Đà Nẵng               |          |

## Công tác chuẩn bị và hoạt động bên lề
Tháng 3 năm 2016, Bộ VH-TT&DL và Bộ Ngoại giao tổ chức cuộc thi Thiết kế logo phục vụ APEC 2017 với ba mẫu logo chính thức lọt vào vòng chung kết. Tại Hà Nội, chiều 16 tháng 1 năm 2017, Bộ VH-TT&DL đã trao giải thưởng cuộc thi với chiến thắng chung cuộc thuộc về mẫu thiết kế mang số hiệu MB 2017/3 của nhóm tác giả thuộc công ty Mark&B. Logo có ý nghĩa là tập hợp những hình chuyển động xoay quanh tâm, được cách điệu từ hình tượng mái chèo và chim hạc trên trống đồng Hoàng Hạ. Những hình chuyển động hướng tâm tạo thành Mặt trời, giống như hình trên trống đồng. Hình ảnh 21 chim hạc tượng trưng cho 21 nền kinh tế thành viên, bố cục chuyển động hình tròn tượng trưng hình ảnh turbine phản lực biểu thị sự năng động.
Công tác chuẩn bị tiệc chiêu đãi vào đêm cuối cùng ngày 11 tháng 11 cũng hết sức công phu. Thực đơn bữa tiệc APEC là các món ăn thuần Việt được lên kế hoạch từ cách đây nửa năm với nguyên liệu được tuyển chọn từ đặc sản nhiều vùng miền đều trực tiếp lấy từ các nông trại địa phương, đủ để phục vụ số lượng khách lên đến 800 người tại buổi tiệc. Một trong những điểm nhấn tạo nên sự sang trọng, mang dấu Việt của bữa tiệc chính là đồ dùng phục vụ món ăn. Đó là 29 sản phẩm đặc biệt cao cấp khay ăn chính, bộ thố xúp, bộ trà, bộ cà phê, bộ khay rượu, bộ gia vị, bộ ly ăn kem… của Công ty TNHH Minh Long I chế tác dành riêng cho APEC được lựa chọn. Nổi bật bộ sản phẩm là khay ăn chính có kích thước siêu lớn và nắp đậy lấy ý tưởng từ biểu tượng "trời tròn - đất vuông". Công ty Gốm sứ Minh Long I cũng tính toán đưa ra thị trường các sản phẩm tinh tế để đáp ứng nhu cầu cao cấp của người tiêu dùng. Dự kiến, giá các bộ từng phục vụ tại APEC 2017 khoảng từ 23 triệu đến 86 triệu đồng (tùy theo bộ).
Cùng với bộ sản phẩm Hoàng Liên phục vụ tiệc chiêu đãi cấp cao tại sự kiện APEC, sản phẩm Chén Ngọc của công ty cũng được chọn làm quà tặng cho các nhà lãnh đạo tham dự hội nghị Với 16 loại nguyên liệu khác nhau được tinh tuyển từ hơn 10 quốc gia trên thế giới, kết hợp 30 công đoạn sản xuất quan trọng, được nung 5 lần theo kỹ thuật nung liền khối (không dán keo, không bắt ốc) ở nhiệt độ 1.360 – 1.380°C. Họa tiết chủ đạo dùng để trang trí Chén Ngọc là hoa sen, kết hợp cùng dương xỉ và vàng 24k nhập từ hãng Heraeus của Đức. Sản phẩm sử dụng tông vàng nhạt, phối kết cùng màu xanh cobalt để làm nên sự sang trọng, quyền quý mà vẫn trang nhã, nhẹ nhàng.

### Công viên APEC
Sáng 9/11, Bộ trưởng Bộ Ngoại giao Phạm Bình Minh đã tổ chức lễ khai chương Công viên Apec tại Tây cầu Rồng, quận Hải Châu. Phát biểu cho buổi lễ Ông Minh cho rằng công viên góp phần mở rộng và làm sâu sắc hiểu biết của người dân về APEC, kết nối người dân trong khu vực và thúc đẩy giao lưu văn hóa. Công viên có 21 tượng đài đại diện cho 21 nền kinh tế trong APEC 2017.

## Tuần lễ cấp cao APEC 2017 (AELW)
Tuần lễ cấp cao APEC 2017 (AELW) diễn ra từ ngày 06/11/2017 đến ngày 11/11/2017 tại Đà Nẵng, với tiêu điểm là Hội nghị các nhà lãnh đạo kinh tế APEC vào hai ngày 10-11/11 với sự góp mặt của các nhà lãnh đạo, các nguyên thủ và đại diện đến từ 21 nền kinh tế thành viên. Hội nghị diễn ra trong bối cảnh Đà Nẵng và các tỉnh miền Trung đang hứng chịu nhiều thiệt hại từ bão Damrey.

#### Ngày họp đầu tiên: 6/11/2017
Ngày 6/11/2017 đã diễn ra sự kiện Khai mạc Tuần lễ Cấp cao APEC ở Đà Nẵng, bắt đầu với Hội nghị Tổng kết các quan chức cấp cao APEC (CSOM) (diễn ra 6-7/11) do Thứ trưởng Ngoại giao, Chủ tịch SOM APEC 2017, Bùi Thanh Sơn chủ trì. Đây cũng là cuộc họp SOM cuối cùng trong năm APEC 2017.

#### Ngày họp thứ ba: 8/11/2017
Khoảng 10h05 ngày 8/11, chuyên cơ chở Thủ tướng Canada, Justin Trudeau đã đáp xuống sân bay Nội Bài để thăm Thủ tướng Nguyễn Xuân Phúc.